# Onagre (engin)
Pour les articles homonymes, voir Onagre.
L’onagre était un engin de siège de la période romaine post-classique qui tire son nom de l'analogie de son mouvement avec celui de la ruade d'un onagre, sorte d'âne sauvage. Il s'agit d'une sorte de catapulte romaine qui utilise la force de torsion, provenant généralement d’une corde torsadée, pour stocker l'énergie nécessaire au tir.
D'après le Dictionnaire raisonné de l'architecture française du XIe au XVIe siècle (tome 5), les historiens romains s'accordent tous pour ranger l'onagre, comme la catapulte et le scorpion, dans les engins de jets offensifs, mais leurs descriptions sont soit succinctes, soit contradictoires : on trouve en effet le terme « onagre » comme synonyme de « scorpion » chez Marcellin (VIe siècle) ou onagre comme engin lançant des pierres (par opposition aux javelots) chez Végèce, ou onagre comme synonyme « vulgaire » de « catapulte » chez Jean le Lydien.
Certains le décrivent comme une petite catapulte capable d'envoyer des petits projectiles à 30 m de distance ou 40 m de haut, d'autres comme une baliste.
À l'origine, le mot « catapulte » désigne un engin lanceur de flèches, alors que le terme « baliste » fait référence à une machine qui lance des pierres, mais la signification des deux termes a été intervertie à partir du IVe siècle de notre ère, d’où parfois une certaine confusion dans les termes. Le fait que le mot catapulte (qui est devenu un nom commun : « catapulter ») soit devenu un terme générique, qui à certaines époques désigne indistinctement tous les engins de siège de la baliste au trébuchet, obscurcit encore la terminologie[réf. nécessaire].

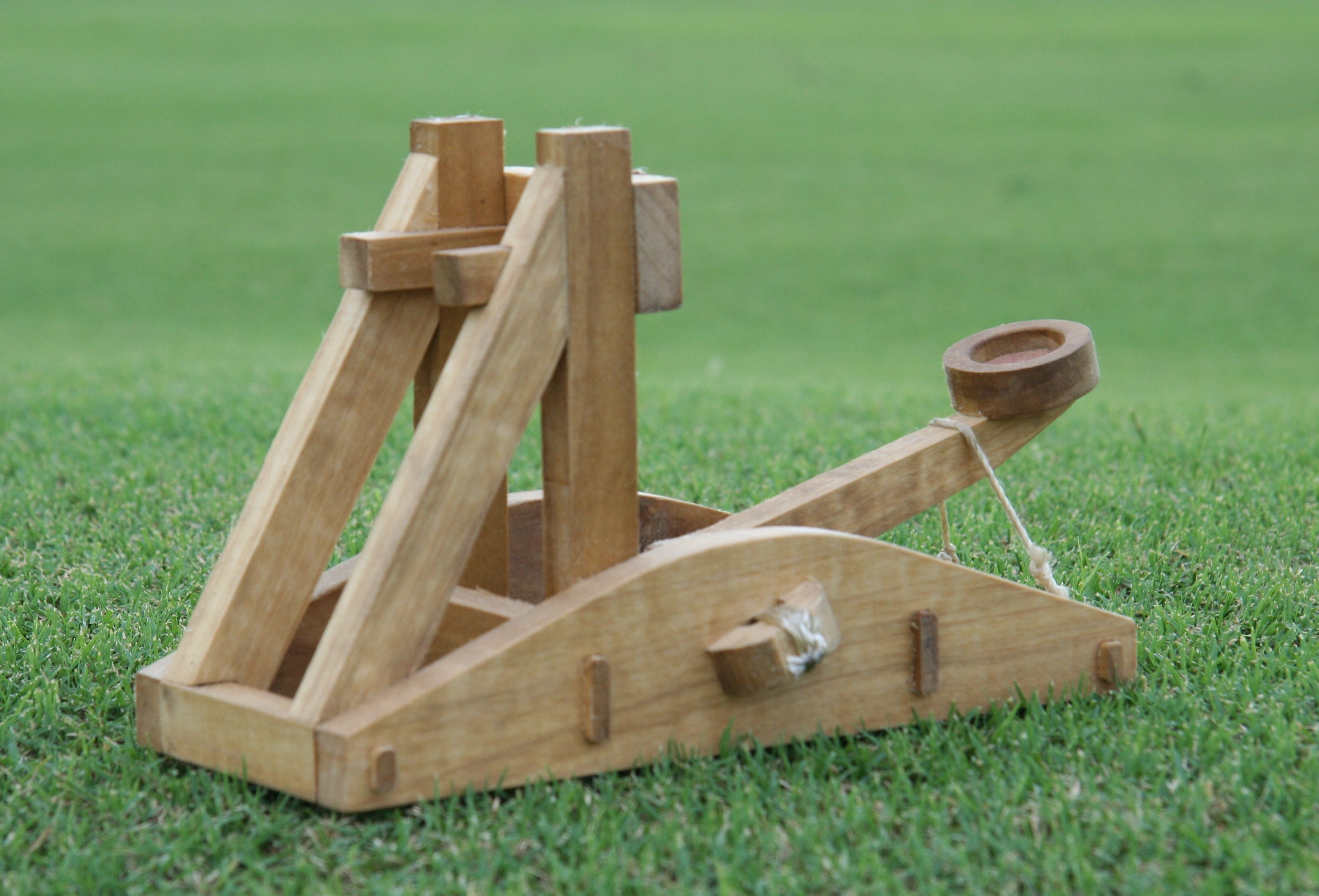
Maquette : reconstruction moderne

## Dans l’Antiquité
L’onagre était constitué d'un grand cadre posé sur le sol, avec une partie avant terminée par un cadre vertical formé de solides poutres en bois, fixé de manière rigide par l’intermédiaire du cadre vertical à un essieu, comportant un seul axe. À l'extrémité de l’axe était fixée une fronde utilisée pour lancer un projectile.
Le cadre de l’onagre est constitué de deux poutres de chêne, courbées en forme de dos d'âne. Au milieu, elles sont percées de plusieurs gros trous, dans lesquels des cordes constituées de solides tendons sont étirées et tordues. Un long bras est alors inséré dans le faisceau de cordes, à son extrémité sont fixées une broche et une poche. Il frappe sur un énorme butoir rembourré par un sac contenant de la paille fine et solidement amarré par des liens. Pendant le combat, une pierre ronde (souvent avec des boules d'argile contenant le feu grégeois, qui explosent à l'impact et prennent feu) est placée dans la poche et le bras est abaissé à l’aide d’un treuil. Ensuite, le maître artilleur frappe la broche avec un marteau, et d’un seul coup, la pierre est projetée vers sa cible. | Ammianus Marcellin, écrivain romain.
En action, l’axe ou le bras était tendu vers le bas par un treuil, contre la tension des cordes tordues ou d’autres ressorts, puis soudainement libéré. Comme la fronde chargée d’un poids subit une accélération vers l'extérieur sous l’effet de la force centrifuge, une de ses extrémités se détache, comme pour une fronde, et le projectile est projeté en avant. Le bras sera alors arrêté par une poutre matelassée, d'où il pourra à nouveau être treuillé vers l’arrière.
Les onagres de l'Empire romain ont été principalement utilisés pour le siège des forts ou des cités. Ils étaient souvent chargés de pierres ou de rochers énormes qui pourraient être recouverts d'une substance combustible pour mettre le feu.

## Au Moyen Âge
Au Moyen Âge (le fait est rapporté à partir de 1200 environ[réf. nécessaire]) on a utilisé une version moins puissante de l'onagre qui recevait le projectile, dans une sorte de cuillère géante et non plus dans une fronde. De cette façon, de nombreux petits projectiles pouvaient être tirés, contrairement à la version de plus grande taille. Cet engin est parfois appelé le mangonneau, bien que ce nom ait été utilisé pour différentes formes de machines de siège.
Johann Silberschlag dans sa  Dissertation sur les trois principales machines de guerre des anciens, savoir la catapulte, la baliste et l'onagre (académie des sciences de Berlin 1760) analyse avec précision les textes de Vitruve et de Marcellin. Il distingue alors les engins destinés à lancer des traits, qu'il appelle catapultes, et ceux destinés à lancer des pierres, qu'il appelle balistes. Il range alors l'onagre plutôt dans la famille des balistes desquelles il diffère sur quelques points (p. 432). Il le décrit comme un bras de levier en bois à l'extrémité duquel se trouve une cuillère. Ce bras de levier est tendu, et quand la tension se relâche, le bras de levier dessine un arc de cercle et vient frapper contre un butoir tandis que le contenu de la cuillère s'envole dans les airs. Il confirme que l'onagre fut beaucoup utilisé, avec ou sans roue, durant les guerres de Jules César. Il suppose qu'il pouvait lancer des grêles de pierres, des projectiles enflammés et même des cadavres.

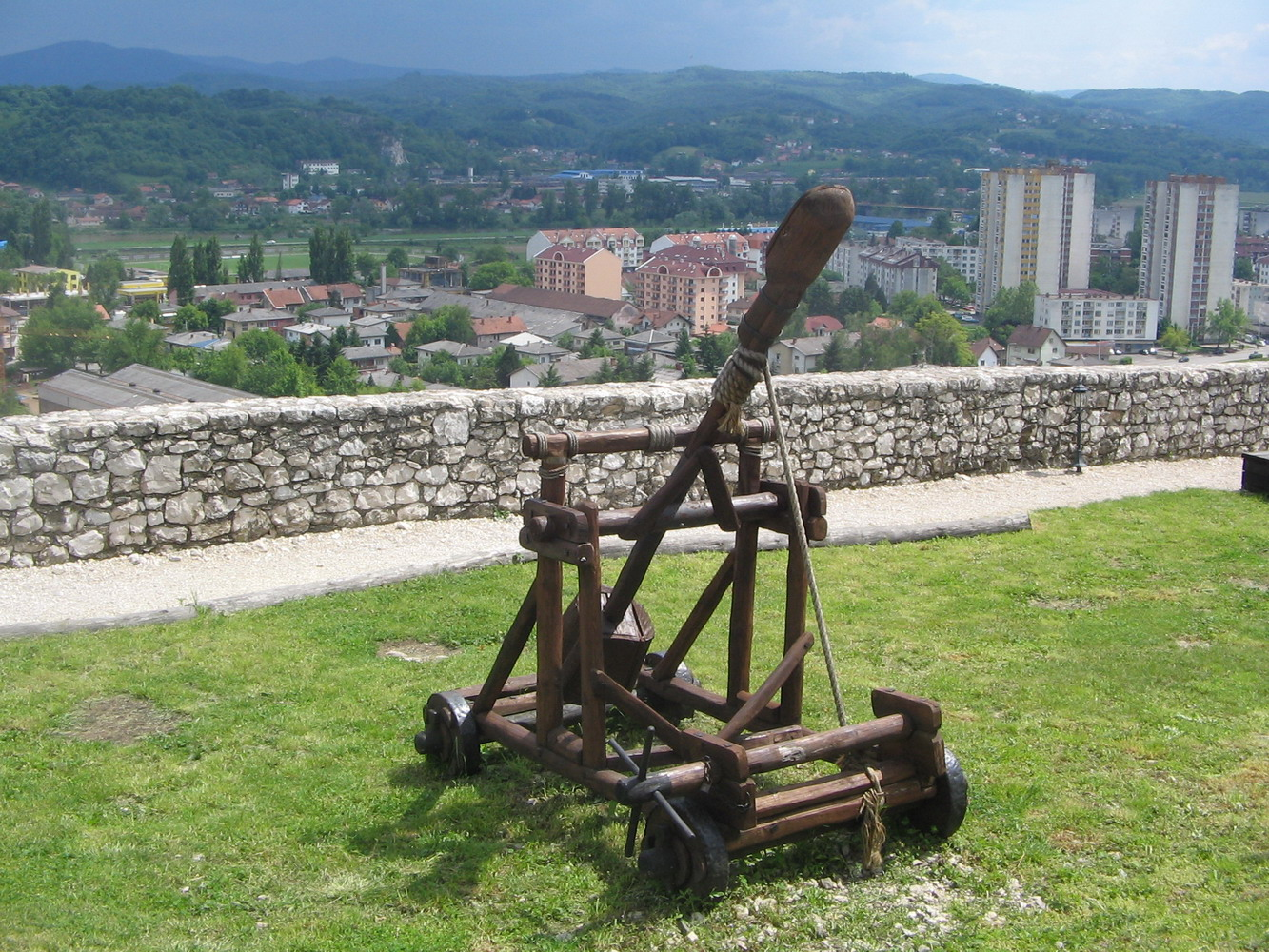
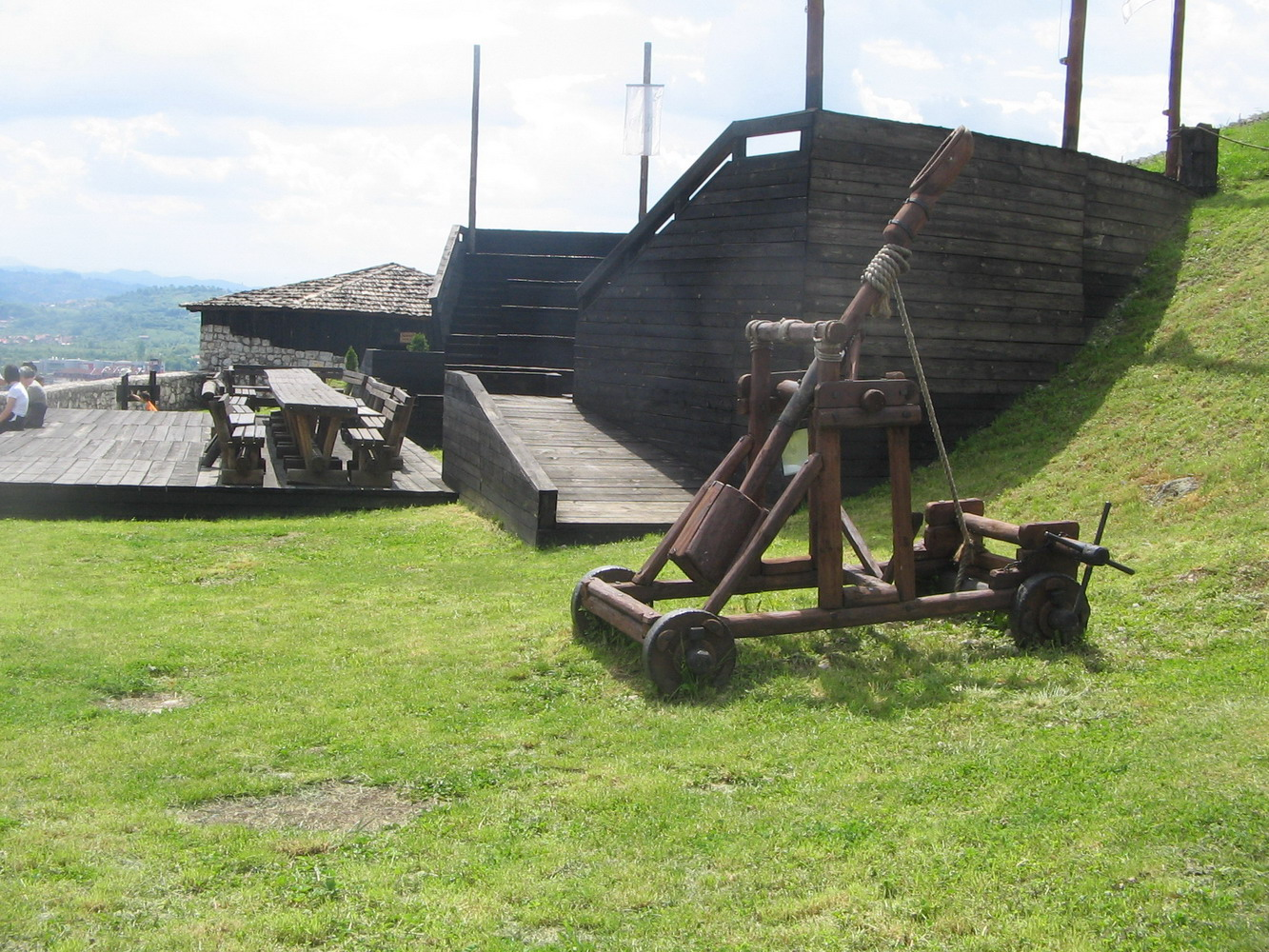
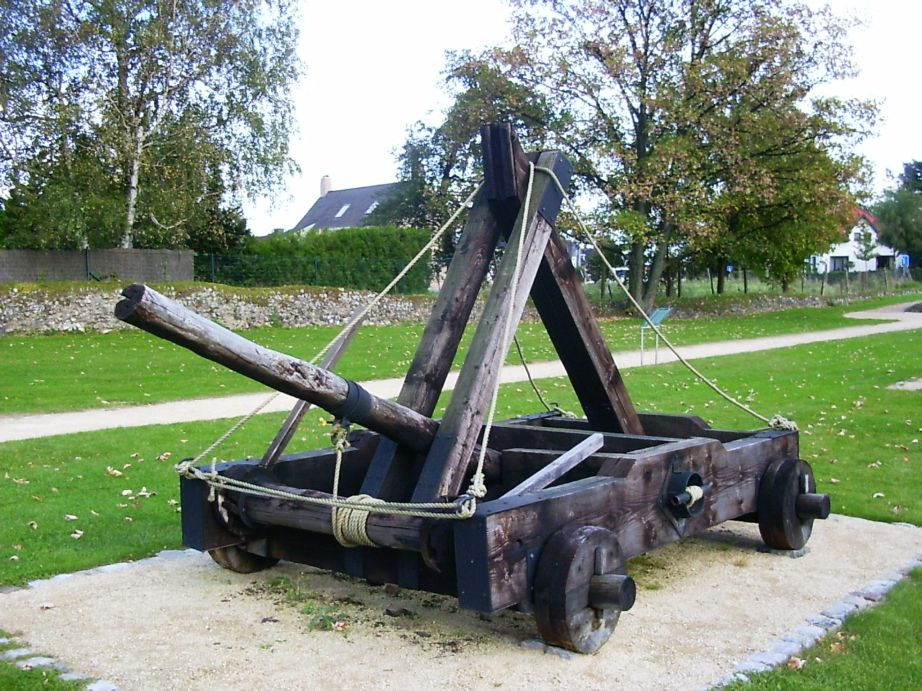